# Tito Corsi
Tito Corsi (Littoria, 3 dicembre 1937) è un allenatore di calcio, ex calciatore e dirigente sportivo italiano.

## Carriera

### Calciatore
Nasce a Littoria, ora Latina, da una famiglia originaria di San Casciano in Val di Pesa, paese al quale fa ritorno a cinque anni di età e nella cui formazione amatoriale muove calcisticamente i primi passi. Nel 1954 viene notato da Mauro Franceschini, famoso talent scout dell'epoca, e reclutato nelle giovanili del G.S. Firenze Rifredi.
Nel 1956 si trasferisce all'Empoli, allora in IV Serie (equivalente dell'attuale Serie D).
L'anno successivo passa alla Reggiana per quella che sarà l'esperienza più importante della sua carriera di calciatore: in sei stagioni con la maglia granata colleziona, come mediano di spinta, 141 presenze tra campionato e Coppa Italia, delle quali 106 (con 3 gol) nel Campionato di Serie B.
Conclude la sua parabola agonistica nel 1965 dopo due ulteriori stagioni sportive in Serie C, prima col Lecce poi col Forlì.

### Allenatore
Ottenuto il "patentino" di allenatore, fa il suo debutto come tecnico nel gennaio 1967 a Empoli, in Serie C, prima in coppia con Benito Lorenzi poi - dal luglio dello stesso anno - da solo.
Nel biennio successivo passa alle giovanili della SPAL, ma dopo la quinta giornata del Campionato 1969-1970 il Presidente Mazza gli affida la prima squadra in sostituzione di Giovan Battista Fabbri. Il secondo posto a fine stagione, con la promozione in Serie B mancata per soli due punti, non gli vale la riconferma; passa ad allenare ancora l'Empoli, poi il Prato, infine la Massese per due anni.
Grazie al bel gioco degli apuani e al quarto posto finale nella seconda stagione, si guadagna il salto di categoria nel 1974 quando è ingaggiato dalla Reggiana che partecipa al torneo di Serie B, ma viene esonerato alla diciassettesima giornata. Torna ad allenare in Serie C la Lucchese, poi il Parma nel il campionato 1976-1977: i crociati terminano in testa il girone d'andata, ma vengono raggiunti e superati dalla Pistoiese, portando a una dura contestazione e alle dimissioni dell'allenatore nel mese di aprile.

## Carriera dirigenziale

### I primi anni e la serie A (1977-1986)
Intraprende la carriera dirigenziale sportiva dal 1977, rivestendo il ruolo di Direttore Sportivo della Reggiana. Dalla stagione successiva è Direttore Generale del Lanerossi Vicenza, prima in Serie A poi nel campionato cadetto.
La parte più significativa del suo cursus manageriale inizia nel maggio 1980 quando la famiglia Pontello, rilevando la proprietà della Fiorentina, lo sceglie per il ruolo di Direttore Generale della società viola. L'incarico durerà cinque stagioni sportive, lungo le quali i gigliati arriveranno a sfiorare clamorosamente lo scudetto nella stagione 1981-1982, nonché al terzo posto nel 1983-1984. Tra i calciatori tesserati in questo periodo spiccano i nomi di Daniel Bertoni, Eraldo Pecci, Francesco Graziani, Pietro Vierchowod, Daniele Massaro, Daniel Passarella, Sócrates. Vengono inoltre finalizzate le operazioni in entrata relative a Roberto Baggio e Dunga, che esordiranno in maglia viola negli anni seguenti.
Nel 1985, terminata l'esperienza fiorentina, è chiamato come General Manager all'Udinese, sempre nella massima divisione.

### La squalifica del 1986
Viene coinvolto nello Scandalo calcistico del 1986, in cui gli vengono addebitati comportamenti tenuti nella stagione friulana, e condannato in primo grado a 5 anni di inibizione con proposta di radiazione. La sentenza sportiva viene confermata in appello dalla CAF il 26 agosto 1986, anche se l'Udinese si vede ridurre la sanzione dalla retrocessione in Serie B a 9 punti di penalizzazione per la stagione successiva.

### Il rientro (1993-oggi)
Scontati gli anni di squalifica, un nuovo incarico da parte di una società calcistica si concretizza nel 1993 quando la Pistoiese, militante nel campionato di Serie C1, lo nomina Consigliere d'Amministrazione con delega all'area tecnica. Resterà in carica per la stagione 1993-1994, tra l'altro acquistando dal Modena l'allora ventenne Cristiano Doni.
Identica qualifica e delega funzionale assume sempre in Serie C1 nell'autunno 2000, presso l'A.C. Arezzo rilevato da Piero Mancini; il tesseramento "a parametro zero" di Marco Vendrame, Adrián Ricchiuti e soprattutto Mario Frick ha effetti dirompenti sulla stagione 2000-2001, portando la squadra allenata da Antonio Cabrini dalla zona retrocessione ai play-off, nei quali soccomberà al Livorno. La collaborazione con la società aretina cessa poco dopo il completamento del mercato estivo della stagione sportiva successiva.
Nel febbraio 2008 entra a far parte del CdA dell'A.C. Reggiana, con funzioni direttive dell'area tecnica. A maggio la squadra vince il Campionato di C2 e viene promossa in Lega Pro Prima Divisione. L'incarico è confermato negli anni successivi e, con la nuova gestione Barilli, Corsi è nominato Responsabile dell'Area Tecnica e Direttore Generale della società.
Durante la stagione 2011-2012, segnatamente dopo l'esonero del tecnico Amedeo Mangone, i rapporti tra presidente e direttore conoscono un progressivo raffreddamento fino alla risoluzione consensuale, annunciata da Barilli il 28 marzo 2012 durante una conferenza stampa.
Nell'estate 2018, dopo la esclusione della società granata dal campionato di Serie C e la sua conseguente cancellazione, i vertici della nuova società, denominata Reggio Audace F.C. e in procinto di ripartire dal campionato di Serie D, lo nominano Responsabile dell'area tecnica per la stagione sportiva 2018-2019.

## Palmarès

### Club

#### Competizioni nazionali
- Serie C: 1

Reggiana: 1957-1958